# Розмахніно
Розма́хніно (рос. Размахнино) — село у складі Шилкинського району Забайкальського краю, Росія. Адміністративний центр Розмахнінського сільського поселення.

## Населення
Населення — 979 осіб (2010; 1018 у 2002).
Національний склад (станом на 2002 рік):
- росіяни — 98 %